# Biskopper ved Skálholt
Nedenstående er en liste over biskopper ved Skálholt, som var Islands første bispesæde, oprettet i 1056, og i virke frem til reformationen i 1550, hvor det blev omdannet til et luthersk sæde, som varede frem til 1796 da det blev flyttet til Reykjavík.

## Katolske biskopper
- 1056–1080 Ísleifur Gissurarson
- 1082–1118 Gissur Ísleifsson
- 1118–1133 Þorlákur Runólfsson
- 1134–1148 Magnús Einarsson
- 1152–1176 Klængur Þorsteinsson
- 1178–1193 Þorlákur Helgi Þórhallsson
- 1195–1211 Páll Jónsson
- 1216–1237 Magnús Gissurarson
- 1238–1268 Sigvarð Þéttmarsson (norsk)
- 1269–1298 Árni Þorlaksson
- 1304–1320 Árni Helgason
- 1321–1321 Grímur Skútuson (norsk)
- 1322–1339 Jón Halldórsson (norsk)
- 1339–1341 Jón Indriðason (norsk)
- 1343–1348 Jón Sigurðsson
- 1350–1360 Gyrðir Ívarsson (norsk)
- 1362–1364 Þórarinn Sigurðsson (norsk)
- 1365–1381 Oddgeir Þorsteinsson (norsk)
- 1382–1391 Mikael (dansk)
- 1391–1405 Vilchin Hinriksson (dansk)
- 1406–1413 Jón (norsk)
- 1413–1426 Árni Ólafsson
- 1426–1433 Jón Gerreksson (dansk)
- 1435–1437 Jón Vilhjálmsson Craxton (engelsk)
- 1437–1447 Gozewijn Comhaer (hollandsk)
- 1448–1462 Marcellus (tysk)
- 1462–1465 Jón Stefánsson Krabbe (dansk)
- 1466–1475 Sveinn spaki Pétursson
- 1477–1490 Magnús Eyjólfsson
- 1491–1518 Stefán Jónsson
- 1521–1541 Ögmundur Pálsson

## Lutherske biskopper
- 1540–1548 Gissur Einarsson
- 1549–1557 Marteinn Einarsson
- 1558–1587 Gísli Jónsson
- 1589–1630 Oddur Einarsson
- 1632–1638 Gísli Oddsson
- 1639–1674 Brynjólfur Sveinsson
- 1674–1697 Þórður Þorláksson
- 1698–1720 Jón Vídalin
- 1722–1743 Jón Árnason
- 1744–1745 Ludvig Harboe (dansk)
- 1747–1753 Ólafur Gíslason
- 1754–1785 Finnur Jónsson
- 1785–1796 Hannes Finnsson

Bispedømmet blev sammenslået i 1801 og er i dag en del af bispedømmet på Reykjavik. Der er fortsat en biskop i Skálholt, som i dag er en underbiskop.